# GMOアスリーツ
GMOアスリーツは、東京都渋谷区・埼玉県東松山市を練習拠点としているGMOインターネットグループの陸上部（専門種目・長距離走、マラソン）である。

## 概要
2016年3月1日、GMOインターネットグループが4月1日に陸上部を創部することを発表。（創部当時のチーム名は「GMOアスリーツ」）。世界に通用するNo.1を目指すスポーツ選手の育成を目的としており、現在は男子陸上長距離のスタッフ・選手で構成し、将来においては他競技への支援も検討している。
創部以来、チームとして駅伝大会には関わっていなかったが、2019年7月24日に駅伝に参入することを発表。2019年11月3日、第60回東日本実業団対抗駅伝競走大会に初出走。総合5位に入り、2020年元日開催の第64回全日本実業団対抗駅伝競走大会（ニューイヤー駅伝）への初出場を果たす。初出場・初優勝を目指したものの、5位入賞となった。

## 特徴

### 多様化する所属選手の出身校
青山学院大学陸上競技部長距離ブロック監督の原晋が設立に関わっていた経緯もあり（設立から2022年3月末まではアドバイザー、同年4月からEKIDENダイレクター）、青山学院大学出身者の受け皿の一つとなっていたが、次第に他の実業団からの移籍者や他大学の出身者も受け入れている。青山学院大学以外の大学を例に取ると、2022年には早稲田大学から千明龍之佑、千葉大学大学院から今江勇人、2023年には創価大学から嶋津雄大とフィリップ・ムルワが加入した。
また、2022年10月には「Playing Director」として、早稲田大学出身の大迫傑の参画を発表している。

## 所属選手・スタッフ

### スタッフ
- 部長：安田昌史（GMOインターネット取締役副社長）
- 監督：亀鷹律良（元中央発條陸上部監督）
- コーチ：伊藤公一
- マネージャー：須藤祐太郎、檜山雄一郎
- EKIDENダイレクター：原晋（青山学院大学陸上競技部監督・2022年3月31日まではアドバイザー）
- 特別顧問：根来秀行
- Playing Director：大迫傑

### 選手
- 渡邉利典
- 林奎介
- キプキルイ・ビクター・コリル
- 吉田祐也
- 今江勇人
- 千明龍之佑
- 嶋津雄大
- 岸本大紀
- フィリップ・ムルワ
- 小野知大
- クロップ・ジャコブ
- マイケル・テモイ・キプランガット
- 小原響
- 児玉真輝
- 鈴木塁人
- 𠮷田圭太
- 太田蒼生
- 鶴川正也
- 黒田朝日

### 過去に所属していたスタッフ
- 花田勝彦（元上武大学駅伝部監督・設立 - 2022年3月31日）
- 立花克広

### 過去に所属していた選手
- 佐藤舜
- 三木啓貴
- イルング・デービッド・グレ
- 山岸宏貴
- 近藤秀一
- 島貫温太
- 倉田翔平
- 橋本崚
- 一色恭志
- ギデオン・キプケルティッチ・ロノ
- 下田裕太
- 森田歩希
- 村山紘太

## 全日本実業団対抗駅伝競走大会（ニューイヤー駅伝）の成績
| 回 | 開催日       | 順位 | タイム        | 1区      | 2区      | 3区      | 4区      | 5区      | 6区      | 7区      |
| -- | ------------ | ---- | ------------- | -------- | -------- | -------- | -------- | -------- | -------- | -------- |
| 64 | 2020年1月1日 | 5位  | 4時間50分46秒 | 倉田翔平 | V.コリル | 森田歩希 | 山岸宏貴 | 渡邉利典 | 林奎介   | 下田裕太 |
| 65 | 2021年1月1日 | 9位  | 4時間54分48秒 | 倉田翔平 | V.コリル | 渡邉利典 | 一色恭志 | 橋本崚   | 近藤秀一 | 吉田祐也 |
| 66 | 2022年1月1日 | 9位  | 4時間54分58秒 | 村山紘太 | G.ロノ   | 下田裕太 | 吉田祐也 | 一色恭志 | 林奎介   | 島貫温太 |
| 67 | 2023年1月1日 | 5位  | 4時間50分14秒 | 村山紘太 | G.ロノ   | 大迫傑   | 吉田祐也 | 今江勇人 | 一色恭志 | 渡邊利典 |